# Bruno Mercier
Bruno Mercier, né à Orléans le 29 août 1957, est un écrivain et poète vaudois.

## Biographie
Bruno Mercier, poète suisse résidant à Lausanne dialogue avec des peintres et des musiciens. Il s’exprime sur scène aussi bien en français qu’en allemand, en Suisse, aux Pays-Bas, en France, en Slovénie et surtout, chaque année depuis 15 ans, au Maroc, pays qu’il affectionne particulièrement. Son œuvre comprend une trentaine de recueils de poésie, édités en plusieurs langues, dont l’arabe. Distinctions : Arts et Lettres de France, Arts-Sciences-Lettres, Renaissance Française, Poètes de la Cité (Genève)[style à revoir]
Bruno Mercier est ancien président de P.E.N. suisse romand et délégué du comité des écrivains pour la paix.
Il est président de l'association "Le Scribe, trait d'union des arts et des lettres" et responsable éditorial de l'anthologie littéraire "Le Scribe", paraissant chaque année.
Il crée un style de poésie en trois dimensions, associant ses textes poétiques aux œuvres de peintres et de musiciens. En 2003 un disque réunissant la poésie de Bruno Mercier à la musique du compositeur saxophoniste Pierre Diaz a vu le jour et ayant pour titre: Impressions d'ailleurs.
Bruno Mercier est membre de l'Association des auteurs et autrices de Suisse A*dS, de l'Association vaudoise des écrivains et du Comité de P.E.N. suisse romand.
En 2005, il publie, pour protester contre la guerre en Irak, E-mages satellites, avec des illustrations du peintre d'origine kurde Kalid Tofik réfugié à Soleure.
L'auteur s'engage pour la paix, l'écologie. De nombreuses lectures publiques dans des écoles et des instituts lui ont permis de partager son idéal.
En 2015, Nesma Mohamed Hassan FAYED, de l'Université Ain Chams, Le Caire, fait sa thèse de magistère sur l’œuvre du poète, intitulée "La sociopoétique dans la poésie de Bruno Mercier" (262 pages)
Bruno Mercier a traduit de l'allemand les ouvrages Hans Werner Geerds et son œuvre de Siegfried Gnichwitz et Homochiffres-Pétroglyphes du peintre et écrivain allemand Hans Werner Geerdts.
Il participe chaque année au Printemps de la poésie à La Haye, au grand théatre "Amare".

## Sources
- « Bruno Mercier », sur la base de données des personnalités vaudoises sur la plateforme « Patrinum » de la Bibliothèque cantonale et universitaire de Lausanne.
- Bruno Mercier, B.N.S., A*dS, Poètes sans frontières, "Le Scribe", P.E.N. Suisse romand, (2024)